# Мемориальный музей-квартира М. С. Спиридонова
Мемориальный музей-квартира М. С. Спиридонова (чув. М. С. Спиридонов астăвăм музей-хваттерĕ) — филиал Чувашского государственного художественного музея, в экспозиции которого представлены живописные работы и зарисовки заслуженного деятеля искусств РСФСР, народного художника Чувашской АССР Моисея Спиридоновича Спиридонова (1890—1981), его коллекция произведений чувашского народного искусства (вышивка, ткачество, детали костюма), фотоматериалы, экспедиционные дневники. Экспонаты музея характеризуют жизнь и деятельность художника. Музей-квартира создан на основании Распоряжения Совета Министров Чувашии от 31 августа 1988 г., открыт для посетителей 24 апреля 1990 г. В 1990—2001 гг. заведующей музея являлась В. А. Минеева, заслуженный работник культуры Чувашии.
Общая площадь — 43,6 кв. м., экспозиционная — 38,6 кв.м., общее количество единиц хранения — 7193.
Адрес: 428015, Чувашская Республика, Чебоксары, ул. Урукова, 15, корп. 1, кв. 25.
Заведующий музеем — заслуженный работник культуры Российской Федерации, член СХ РФ Н. И. Садюков.

## Фонд
Общее количество единиц хранения — 7193, из которых:
- живопись — 30;
- графика — 167;
- скульптура — 2;
- декоративно-прикладное — 202;
- предметы быта и этнографии — 462;
- фотографии — 3127;
- документы и редкие книги — 3203.

## Издания
- Мемориальный музей-квартира М. С. Спиридонова: [альбом-путеводитель / авт-сост. Н. И. Садюков; фот. А. Н. Садюкова]. — Чебоксары, 2009. — 92 с. — 1000 экз. — ISBN 978-5-7361-0121-4.
- Мемориальный музей-квартира М. С. Спиридонова: [живопись, скульптура, графика, декоративно-прикладное искусство : каталог / Чуваш. гос. худож. музей ; авт.-сост., авт. предисл. Н. И. Садюков ; ред. С. В. Панин ; фот.: Т. В. Чернова и др.]. — Чебоксары, 2014. — 126 с. — 1000 экз. — ISBN 978-5-7361-0168-9.